# カホフカ水力発電所
ペトロ・ステパノヴィチ・ネポロジニ名称カホフカ水力発電所（カホフカすいりょくはつでんしょ）は、ウクライナのヘルソン州カホフカ、ドニエプル川にある流れ込み式水力発電所。

## 概要
カホフカは、カホフカ貯水池の南岸に位置する港湾都市である。ダムの主な目的は、水力発電、灌漑、航行である。これは、ドニエプルカスケードの6番目で最後のダムである。深い水路があるため、船の川の上下への往来が可能である。施設にはウィンターガーデンもある。
カホフカ水力発電所の職員は2015年10月16日時点で241人で、所長は2012年9月からヤロスラフ・コベリャである。2019年の時点で、地方自治体の予算に610万フリヴニャ、国民所得に4,460万フリヴニャと高い収益をもたらした。

## ダム
ダムには、関連する閘門と357 MWの設備出力を持つ発電所がある。 カホフカ貯水池からの水は、北クリミア運河とDnieper–Kryvyi Rih運河を経由し、ウクライナ南部とクリミア半島北部の広い地域を灌漑するために送られる。ダムの建設は1950年9月に開始され、最後の発電機は1956年10月に運転開始したそれはUkrhydroenergoによって運営されている。  。
2019年以降、施設の大規模な修理と拡張が行われた 。

## 2022年ロシアによるウクライナ侵攻とダム
2022年2月24日、2022年ロシアのウクライナ侵攻の際にロシア連邦軍によって占領され、以後は第205独立自動車化狙撃旅団の1個大隊が駐留した。
同年夏以降にウクライナ軍が戦線をヘルソン州内に押し戻すと、ロシア側が水力発電所のダムを破壊して下流域にダメージを与える可能性が指摘されるようになり戦略的な要衝となった。
10月20日、ウクライナのウォロディミル・ゼレンスキー大統領は、ダムの破壊が行われれば、大量破壊兵器の使用に匹敵するものだとして牽制を行い、
ロシア側の自作自演によりダムが破壊される偽旗作戦の可能性も示唆した。
ロシア軍がドニエプル川以東への撤退が進む11月6日、ロシアのタス通信はウクライナ側のロケット砲、ハイマースの攻撃によりダムの水門が破壊されたと報道。ウクライナ側がダムを破壊しようとしているとして非難した。
11月11日、ロシア軍がドニエプル川東岸に撤退。ダム堤頂部にある自動車道が破壊され、貯水池から水が逸出していることが確認された。
11月上旬より、カホフカ水力発電所の放水路が開放され、貯水池はここ30年で最低の水位まで下がり、ザポリージャ原子力発電所の冷却用水の供給、また灌漑用水や飲料水の供給に危険が及んでいる。2022年12月1日から2023年2月6日までの間に、水位は2m低下した。
2023年6月6日、ダムが破壊された。ウクライナ軍とロシア軍は互いに破壊を相手側の破壊行為によるものとして非難している。